# Pentafluorethan
Pentafluorethan je organická sloučenina, derivát ethanu, u kterého je pět vodíkových atomů nahrazeno atomy fluoru. I když není škodlivý pro ozonovou vrstvu, jeho potenciál globálního oteplování je 3450krát větší než u oxidu uhličitého (dle americké Agentury pro ochranu životního prostředí).
Pentafluorethan smíchaný s difluormethanem v poměru 1:1 se označuje jako R-410A, což je běžná náhrada za freony v nových chladicích zařízeních. Pentafluorethan se také často používá jako zpomalovač hoření.